# Furina diadema
Furina diadema o serpiente de nuca roja es una pequeña serpiente venenosa de la familia Elapidae. Esta especie se encuentra en cuatro estados australianos y están catalogadas como amenazadas en Victoria. Son nocturnas y se alimentan de pequeños eslizones. La joven serpiente marrón del este es similar en apariencia.

## Descripción
La serpiente de nuca roja tiene pequeños ojos negros, cabeza y cuello negros y brillantes. Su cabeza parece estar parcialmente aplanada. En el labio superior hay una raya blanca. En la parte posterior del cuello hay una mancha bien definida de color naranja o rojo en forma de diamante, media luna u óvalo. El vientre puede ser de color crema o blanco. El resto del cuerpo es de color marrón rojizo. Los bordes de estas escamas dorsales son negros o marrones oscuros y esto hace que las escamas parezcan una red.
F. diadema tiene un cuerpo delgado y se considera una pequeña serpiente. Se ha informado que alcanzan una longitud máxima de 45 cm. Otras fuentes han informado que alcanzan una longitud total máxima de 40 cm. Los machos son el sexo más pequeño. Estas serpientes tienen entre 160 y 210 escamas ventrales, una escama anal dividida, entre 35 y 70 escamas subcaudales y generalmente 15 filas de escamas en la mitad del cuerpo.

### Veneno
Aunque son venenosas, se consideran inofensivas para los humanos. Si se les amenaza, golpean varias veces con la parte delantera en el aire, la mayoría de las veces con la boca cerrada. Pueden morder y lo harán si se les provoca lo suficiente.

### Hábitat
Es una especie terrestre que se encuentra en muchas partes del este de Australia: en bosques y bosques secos, bosques y brezales costeros, pastizales y matorrales. Por lo general, se mantiene alejada de las áreas húmedas, como las selvas tropicales. Se refugian debajo de rocas y maderas caídas, en nidos de hormigas o termitas, debajo de montones de madera, hojas, láminas de hierro viejas, en grietas y madrigueras abandonadas.

### Distribución geográfica
F. diadema se encuentra en cuatro estados australianos del este de Australia; Victoria, Nueva Gales del Sur, Queensland y Australia del Sur. Se encuentra en partes áridas a húmedas, desde Port Augusta en el sur de Australia hasta Cairns en el norte de Queensland. Algunas áreas en las que han sido avistados incluyen el sitio Ramsar Coongie Lakes en el sur de Australia; el parque nacional Woomargama y Mullengandra en NSW Murray Catchment; en la cuenca baja de Murray Darling, NSW; el Museo de Victoria señala que esta especie se encuentra en el extremo noroeste del estado, en áreas ribereñas; 18 parques nacionales en Queensland.

### Dieta
F. diadema se alimenta de pequeños eslizones.

### Reproducción
F. diadema es ovípara. Los registros de tamaños de puesta varían: 2–5, 1–10, 3–6, 1–5, 8 y un promedio de 3. En las regiones subtropicales, las serpientes de nuca roja tienen más de una nidada al año. Eclosionan de sus huevos en enero, a menos que se encuentren en una región más fría, donde eclosionan en febrero. Las longitudes registradas para las serpientes cuando nacen por primera vez varían, 12 cm y 15 cm. Se convierten en adultos dentro de un año.

## Comportamiento
F. diadema es una especie nocturna. A veces comparten su espacio entre ellas. Tanto el veneno como la constricción se usan para matar presas. Comen más en las épocas más cálidas del año y buscan alimento en lugares restringidos como madrigueras y fisuras.

## Especies similares
F. diadema es similar en apariencia a la serpiente marrón oriental juvenil (Pseudonaja textilis). P. textilis tiene una banda más clara entre la cabeza oscura y el cuello. Estas dos serpientes se pueden diferenciar por su comportamiento, ya que P. textilis está fuera durante el día, mientras que F. diadema es nocturna y no se la ve a menudo a menos que su retiro haya sido perturbado.

## Estado de conservación
F. diadema figura como 'Amenazada' en Victoria en virtud de la Ley de Garantía de Flora y Fauna de 1988.

## Origen
La evidencia sugiere que hubo una migración de serpientes elápidas asiáticas a Australia hace muchos años y evolucionaron en diferentes géneros con el tiempo, incluida la especie F. diadema.